# Ende (regencia)
Ende es uno de los ocho kabupaten (distritos o regencias) en que está dividida la isla de Flores, provincia de Nusa Tenggara Oriental, Indonesia. Su capital es Ende. 
Ende tiene una extensión de 2.046,62 km² y en el año 2008 tenía una población de 238.127 habitantes.
- Datos: Q14140
- Multimedia: Ende Regency / Q14140